# Russo Brothers
Anthony Russo (Cleveland, 3 februari 1970) en Joseph (Joe) Russo (Cleveland, 19 juli 1971), samen beter bekend als de Russo Brothers, zijn Amerikaanse film- en televisieregisseurs. De broers doen het meeste van dit werk gezamenlijk, daarnaast werken ze ook als scenarioschrijvers en redacteuren.
De Russo Brothers zijn vooral bekend van hun regisseurswerk aan de films in de Marvel Cinematic Universe, ze regisseerden onder andere de films Captain America: The Winter Soldier (2014), Captain America: Civil War (2016), Avengers: Infinity War (2018) en  Avengers: Endgame  (2019).

## Filmografie

### Film
- 2002: Welcome to Collinwood
- 2006: You, Me and Dupree
- 2014: Captain America: The Winter Soldier
- 2014: A Merry Frggin’ Christmas
- 2016: Captain America: Civil War
- 2016: Coca-Cola: A Mini Marvel
- 2018: Avengers: Infinity War
- 2019: Avengers: Endgame
- 2020: Extraction (geregisseerd door Sam Hargrave)
- 2021: Cherry
- 2021: Fortnite Trailer Season 6 Primal
- 2022: The Gray Man
- 2022: Everything Everywhere All at Once (geregisseerd door Daniel Kwan en Daniel Scheinert)
- 2023: Extraction 2 (geregisseerd door Sam Hargrave)
- 2024: The Electric State

### Televisie
- 2003: Lucky
- 2003-2005: Arrested Development
- 2004-2005: LAX
- 2006: Secrets of a Small Town
- 2006-2007: What About Brian
- 2007-2008: Carpoolers
- 2008: Courtroom K
- 2009: Comedy Showcase
- 2009-2012, 2014: Community
- 2010: Running Wilde
- 2010: The Increasingly Poor Descision of Todd Margaret
- 2011: The Council of Dads
- 2011-2012: Happy Endings
- 2011-2012: Up All Night
- 2012: Animal Practice
- 2015: Agent Carter

- International Standard Name Identifier: 0000 0004 6007 8934
- MusicBrainz: 9281e960-5c4b-476d-8ffd-75b8e8993194
- Virtual International Authority File: 2172149619443104010008